# Orthalicoidei
Orthalicoidei zijn een infraorde van weekdieren uit de klasse van de Gastropoda (slakken).

## Superfamilies
- Orthalicoidea Martens, 1860